# Кизилагацький заповідник
Кизилага́цький запові́дник — державний природний заповідник на півдні Азербайджану, на березі Каспійського моря. Він розташований на території Ленкоранського району, на березі Кизилагаджської затоки та включає його акваторію, а також східну частину Малої Кизилагаджської затоки та її прибережної смуги. Заснований 1929 року. Площа 88360 га, з яких 45000 займає акваторія. Рельєф рівнинний, заповідна територія являє собою вирівняну напівпустелю із засоленими ґрунтами.
Головним багатством заповідника є велика кількість перелітних птахів. У зимовий період тут гніздяться качки, як річкові, так і ниркові, гуси, лебеді, пелікани, лиски, султанки, турачі, фламінго. Звичайні чаплі, каравайки, ковпиці, кулики. У заповіднику зустрічаються також кабан та вовк. У водоймах водиться багато риби, прибережна територія та акваторія занесені до списку водно-болотних угідь міжнародного значення. Більшість пташок, занесені до Червоної книги Азербайджану, проживають на території заповідника та прикордонних територіях.
Заказник є найбільшим в Азербайджані заповідником за площею та третім за датою заснування. Також він є найбільшою в Європі територією для зимівлі водоплавних і навколоводних птахів. Поряд із заповідником діє і Малий Кизилагаджький державний природний заказник площею 10700 га.

## Етимологія
Кизилагаджський заповідник був названий за однойменною затокою , в акваторії та на узбережжі котрої він і був створений. Затока, у свою чергу, — за річкою Кизилагаджчай, що впадає до неї. Назва перекладається як вільхова річка (азерб. кизилагадж — вільха, чй — річка). Існує думка, що назва «Кизилагадж», що буквально означає «рожеві дерева», з'явилася завдяки рожевим фламінго, що проживають у мілководній затоці.

## Історія заповідника
Вперше Кизилагаджська затока була нанесена на карту 1720 року. 1926 року акваторія Великої та частини Малої Кизилагаджських заток, а також ділянки суходолу, що прилягають до цих районів, були оголошені заповідником.
3 червня 1929 року постановою № 57 Радою народних комісарів СРСР був затверджений Кизилагацький заповідник, оголошений всесоюзним заповідником перелітних промислових птахів. Створений він був у південно-західній частині Каспійського моря з метою вивчення природного комплексу, збереження рослинного та тваринного світу, створення умов для збільшення їх чисельності та охорони найбільшої в СРСР зимівлі водоплавних птахів. Заповідник був один із найголовнішим в СРСР резерватом водоплавної дичини.
1935 року затока була перейменована на затоку Кірова за прізвищем радянського партійного діяча Сергія Кірова. А Кизилагацький заповідник став носити ім'я С. М. Кірова. Води Малої та Великої Кизилагаджських заток були тоді єдиним басейном.
В 1929–1939 роках, після падіння рівня Каспія, значні площі заповідника висохли та були передані радгоспам, після чого розорані. В 1936–1937 роках площа заповідника складала 180 тисяч га. 1951 року площу зменшили вдвічі, а вже 1956 року він займав близько 93 тисяч га. 1961 року від заповідника було забрано ще 4600 га. Зараз його площа становить 88360 га.
1975 року заповідник був включений до числа угідь, що мають міжнародне значення, головним чином як місце проживання водоплавних та навколоводних птахів. 1976 року заповідник був включений в Рамсарський список «заболочених місць міжнародного значення, як місце проживання водних птахів» Рамсарської конвенції, тому вважається заповідником світового значення. 19 видів птахів, що зустрічаються на території заповідника, були занесені до «Червоної книги СРСР».
1991 року, з відновленням незалежності Азербайджану, корінна назва затоки була відновлена і заповідник став називатися Кизилагаджським. До 2001 року площа водно-болотних угідь заповідника і навколишніх територій складала 99060 га. В майбутньому планується збільшити площу території заповідника, заказника і приналежних територій до 100000 га з метою створення Азербайджанського першого приморського національного парку у зв'язку зі збільшенням кількості туристів, що відвідують регіон.

## Фізико-географічна характеристика

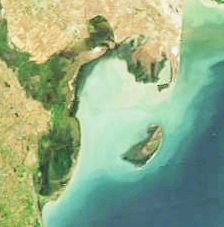
Затока Кизил-Агач на знімку з супутника

Територія Кизилагаджського державного заповідника розміщена між 38° 51′ та 39° 20′ північної широти і 48° 50′ та 49° 15′ східної довготи від Гринвіцького меридіану і включає в себе частину півострова Сара, води Малої Кизилагаджської затоки, Великої Кизилагаджської затоки, приналежну до них прибережну смугу приморської частини Сальянського степу, Ленкоранської низовини та частину Куринської коси. Вся територія заповідника знаходиться нижче рівня океану та являє собою злегка припідняту рівнину, що поступово опускається до берега затоки. Знаходиться заповідник за 35 км від районного центру — міста Ленькорань. Загальна площа становить 88360 га, в тому числі покрита водою 45700 га, з яких 40500 га займає Велика затока та 5200 га Мала затока.
Велика Кизилагаджська затока, відділена на сході від моря довгою Куринською косою і тільки на півдні з'єднується з відкритим морем, знаходиться на західному березі Каспійського моря. На півночі та заході вона омиває своїми водами береги Сальянського степу та Ленкоранської низовини. Найбільша глибина Великої затоки — 2,5 м. Ще в пост пліоцені затока займала всю Кура-Араксинську низовину, аж до Мінгечаура, і, в сучасному вигляді є залишком широкої затоки древнього Каспія. Берегова лінія не має чіткої розмежованості, і, залежно від змін рівня Каспійського моря, відхиляється в той чи інший бік.
Мала затока до 50-х років була відділена з півночі та заходу Ленкоранською низовиною, зі сходу — півостровом Сара, на півдні стикалася з відкритим морем. Площа затоки близько 15 тисяч га, потяжність її в довжину — 16, 7 км, в ширину — 6,6 км, глибина — 0,5-2,5 м. Сьогодні затока відділена від моря дамбою, що протягнулась від південного кінця півострова Сара до материка та являє собою прісноводну водойму. Живлення затоки відбувається за рахунок вод річок Кумбашинка та Вилячшай. Ця затока з'єднана з Великою та Каспійським морем системою дамб та каналів. До заповідника належить тільки північна частина затоки.

### Рельєф
Територія заповідника входить у 2 область Кура-Аксинську низовину (підобласть Мугано-Сальянського степу, район Сальянського степу) і Ленкоранську область (підобласть рівнинного та низовинного пояса, район — Ленкоранський).
В область Кура-Араксинської низовини входить північна та східна (Куринський кряж) частини заповідника, а в Ленкоранську область — західна та південна частини. Сальянський степ, що є наймолодшим утворенням Кура-Аксинської низовини являє собою алювіальну (східна та південна частини степу) та дельтово-морську (на південному сході) рівнину. Найбільш низька берегова смуга була в нещодавньому минулому мілководною частиною Кизил-агацької затоки.
Основними формами рельєфу є плоскі та неширокі гриви, висотою від часток метрів до одного метра, з якими поєднуються такі від'ємні форми рельєфу як відкриті плоскі западини. До цих грив нерідко приурочені витягнуті, більш чи менш глибокі та звивисті улоговини, які являють собою замулені старі русла, що місцеве населення називає кобами. Місцями зустрічаються чітко виражені руста та відчленовані стариці, зазвичай заповнені водою та названі ахмазами. Зустрічаються також ділянки пагорбистих пісків та своєрідний попело-солончаковий рельєф, що представлений поєднанням простих та бугористих ділянок.
Значна частина територій первинної морської рівнини заболочена. Над такими просторами підносяться берегові вали на 1-2 м, складені темно-сірим дрібнозернистим піском з включеннями гальки та гравію. На приморській аккумулятивній рівнині знаходяться лагуни. В утворенні цієї рівнини беруть участь і відкладення давніх річних дельт, у котрих переважає аллювіальний матеріал. На деяких ділянках конуси виносу дельт формують накладення рельєфу у вигляді окремих гривок-пагорбів, розділених неглибокими пониженнями.
В процесах рельєфоутворення важливу роль відіграє діяльність людини, в основному зв'язана зі зрошенням, коріння якої походить з давніх-давен. В районах древної іригації, вздовж зрошувальних каналів йдуть високі вали. Зустрічається й інший тип іригаційного рельєфу у вигляді мережі невисоких валів, які є слідами більш дрібних каналів.